# 지포테이토
지포테이토는 Gala Inc.의 자회사들이 세계 각국에서 운영하는 온라인 게임 포탈이다. 지포테이토 포탈은 현재 한국, 일본, 북미, 유럽, 브라질에서 서비스되고 있다. 기본적으로 MMORPG를 서비스하면서 추가적으로 캐쥬얼 게임 / 웹게임을 서비스하고 있다. 게임은 기본적으로 부분 유료화를 채택하고 있기 때문에 게임에 접속하는데 별도의 비용이 발생하지 않으며, 대부분의 매출은 부분유료화 아이템 판매를 통해 발생한다. 게임이나 아이템샵을 이용하기 위해서는 GALA Group의 자체 게임포탈인 지포테이토에 접속하면 된다.
지포테이토에서 서비스 되고 있는 게임들은 Gala Inc.의 소셜 미션인 "인터넷 커뮤니케이션 관련 서비스 제공을 통하여 전 세계인들의 교류를 촉진시키고, 새로운 경제가치 창조에 의한 회사의 발전, 국제교류 촉진에 의한 세계 평화에 공헌한다."에 의거해 지포테이토 포탈에서 서비스하는 게임에는 피가 나오지 않으며, 전체 이용가를 지향한다.

## 지원 언어
| 포탈                                       | 언어                                             | 회사                      | 설립년도  |
| ------------------------------------------ | ------------------------------------------------ | ------------------------- | --------- |
| gPotato.com es.gPotato.com                 | 영어 스페인어                                    | Gala-Net Inc.             | 2005 2010 |
| gPotato.eu 보관됨 2014-05-17 - 웨이백 머신 | 영어, 불어, 독일어, 이탈리아어, 폴란드어, 터키어 | Gala Networks Europe Ltd. | 2006      |
| gPotato.jp                                 | 일본어                                           | Gala Japan Inc.           | 2006      |
| gPotato.kr                                 | 한국어                                           | Gala Lab Corp.            | 2010      |
| gPotato.com.br                             | 포르투갈어                                       | Gala-Net Brazil Ltd.      | 2010      |

### 국가별 지포테이토 포탈 by GALA Group
- gPotato.com와 es.gPotato.com : Gala-Net Inc. (Sunnyvale, U.S.A.)을 북미 온라인 게임 시장 공략을 위해 설립한 후 게임 포탈인 gPotato.com을 오픈했다. 현재 영어와 스페인어권을 대상으로 서비스를 하고 있다.

- gPotato.eu : Gala-Net Inc.의 유럽시장 공략을 위한 자회사 Gala Networks Europe Ltd. (더블린)을 설립한 후 게임 포탈인 gPotato.eu를 오픈했다.

- gPotato.com.br : Gala-Net Inc.의 포르투갈어 시장 공략을 위한 자회사 Gala-Net Brazil Ltd. (상파울루)을 설립한 후 게임 포탈인 gPotato.com.br를 오픈했다.

- gPotato.jp : Gala Japan Inc. (도쿄)이 설립되면서 일본 서비스를 위해 gPotato.jp를 오픈했다.

- gPotato.kr : 2010년에 진행한 이온소프트와 엔플레버의 합병으로 인해 설립[3]된 Gala Lab Corp. (서울)이 한국 서비스를 위해 gPotato.kr을 오픈했다.

## 커뮤니티
2011년 9월 전 세계에 18개의 부분 유료화게임을 서비스하고 있는 지포테이토의 회원 가입자 수가 2,000만명을 돌파했다.
회원 가입자를 체크하는 항목은 크게 세 개의 항목으로 나뉜다.
- Unique User (유니크 유저): 실제 사이트에 가입되어 있는 계정을 기준으로 파악한 유저의 수 (중복 가입 계정 포함).
- Active User (액티브 유저): 일정 기간 동안 한번 이상 접속한 유저.
- Paying User (페잉 유저): 일정 기간 동안 아이템이나 서비스를 한번이라도 구매한 유저의 수.

Unique, Active, Paying user에 관련한 공식적인 수치는 이 페이지에 제공되지 않음.

## 포탈의 특징
지포테이토 포탈은 각국 문화의 차이를 인정하기 때문에 각 국가별로 국가별 특성에 맞추어 자체적인 포탈을 제작해 운영하고 있다. 포탈 페이지의 특징적인 페이지는 크게 세 개로 나뉜다.
- 프로필 페이지
- 게임별 페이지
- 지포테이토잔액 조회 및 충전 페이지

## 게임 머니
지포테이토 포탈에서 사용되는 게임머니를 "지포테이토"라고 한다. 유저는 지포테이토를 이용해 아이템샵에 있는 아이템을 구매할 수 있으며, 아이템을 구매한 유저들은 구매하지 않은 유저들에 비해 시간과 노력에서 이득을 보게 된다. 지포테이토는 신용카드나 페이팔, 핸드폰을 통해 주로 구매하게 되며, 온라인 설문조사 참여의 보상을 통한 획득 또한 가능하다. 지불수단은 국가별로 다를수가 있으며, 국가별 옵션 추가 또한 가능하다.

## 게임

### 개발 게임
| 타이틀명        | 개발사   | 장르                | 출시일 | 서비스 포탈                                                                |
| --------------- | -------- | ------------------- | ------ | -------------------------------------------------------------------------- |
| 프리프          | Gala Lab | 클라이언트 기반 MMO | 2002   | gPotato.com es.gPotato.com gPotato.eu gPotato.kr gPotato.com.br gPotato.jp |
| 스트리트기어즈  | Gala Lab | 클라이언트 기반 MMO | 2002   | gPotato.eu                                                                 |
| 라펠즈          | Gala Lab | 클라이언트 기반 MMO | 2006   | gPotato.com es.gPotato.com gPotato.eu gPotato.kr gPotato.com.br gPotato.jp |
| 이터널 블레이드 | Gala Lab | 클라이언트 기반 MMO | 2010   | gPotato.jp gPotato.kr                                                      |

### 라이센싱 게임
| 타이틀명           | 개발사             | 장르                | 출시일 | 서비스 포탈                      |
| ------------------ | ------------------ | ------------------- | ------ | -------------------------------- |
| 로즈 온라인        | Triggersoft        | 클라이언트 기반 MMO | 2005   | gPotato.jp                       |
| 카나안 온라인      | XPEC Entertainment | 브라우저 기반 MMO   | 2008   | gPotato.eu                       |
| 프리우스 온라인    | CJ 인터넷          | 클라이언트 기반 MMO | 2008   | gPotato.com                      |
| TalesRunner        | 라온엔터테인먼트   | 클라이언트 기반 MMO | 2008   | gPotato.com                      |
| 캐슬 오브 히어로즈 | Snail Game         | 브라우저 기반 MMO   | 2009   | gPotato.eu gPotato.kr gPotato.jp |
| Dragonica          | 바른손인터랙티브   | 횡스크롤 RPG        | 2009   | gPotato.eu                       |
| 루나 온라인        | 이야 소프트        | 클라이언트 기반 MMO | 2009   | gPotato.com                      |
| 에이카 온라인      | 조이임팩트         | 클라이언트 기반 MMO | 2010   | gPotato.com                      |
| Vandia Breaker     | Namco Bandai       | 브라우저 기반 MMO   | 2010   | gPotato.jp                       |
| 앨로즈 온라인      | Nival              | 클라이언트 기반 MMO | 2010   | gPotato.com gPotato.eu           |
| Iris Online        | 이야 소프트        | 클라이언트 기반 MMO | 2010   | gPotato.com gPotato.jp           |
| 무림 영웅          | 9wee               | 브라우저 기반 MMO   | 2010   | gPotato.kr                       |
| Terra Militaris    | Snail Game         | 브라우저 기반 MMO   | 2010   | gPotato.eu                       |
| Age of Wulin       | Snail Game         | 클라이언트 기반 MMO | 2011   | gPotato.eu                       |